# Лукащук Юрій Васильович
Юрій Васильович Лукащук (8 січня 1900, с. Стрільці Холмщина — 20 листопада 1966, США) — сотник Армії УНР, командир Грубешівської Самооборони.

## Життєпис
Народився в селі Стрільці на Холмщині 8 січня 1900 року, де і закінчив початкову школу. У 1915 році під час першої світової війни, разом іншим населенням Холмщини був евакуйований московським військом на Катеринославщину. Зголосився добровольцем до російського війська. За гетьмана Скоропадського служив у Державній варті. 
У 1919 році служив в Північній групі Армії УНР. Його посилають на Холмщину для набору вояків до українського війська, але прибув запізно бо поляки окупували Холмщину. Щоб врятуватися від арешту, змінює дату народження і проходить короткий вишкіл в польській армії. 
По війні закінчує страхові курси і працює страховим агентом на Грубешівщині. Одружується у 1925 році і працює на господарці. Від 1928 до 1938 року працює лісничим. 
За часів німецької окупації був війтом Білопільскої волості на Грубешівщині. Після доносу поляками був заарештований Гестапо і ув'язнений на шість місяців. Коли на Грубешівщині почалась організовуватися Самооборона для охорони українського населення від терору польської Армії Крайової, сотник Лукащук вступив до командного складу. Після смерті командира Самооборони, Якова Гальчевського-Войнаровського очолює цю військову формацію.

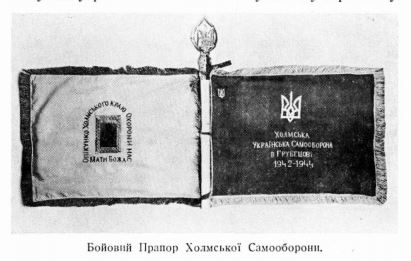
Бойовий Прапор Холмської Самооборони в Грубешові

22 червня 1943 року поляки виконали невдалий замах на сотника Лукащука. Згодом польські бандити убили батька, сестру та брата Лукащука. 6 червня 1944 року Самооборона сотника Лукащука та загін УПА, що прийшов з Волині, розбили в бою під Радостовом на Томашівщині великий загін АК, поляки втратили 400 бойовиків вбитими. Після цього бою АК відтягнула свої відділи з Холмщини. 16 липня 1944 року відбулося урочисте освячення прапора Самооборони, його освятив архиєпископ Іларіон. У січні 1945 року Самооборона приєднана до дивізії «Галичина» (а частина долучилася до УПА)і Лукащук залишає відділ і з родиною виїжджає на еміграцію.
Прибув до США з родиною у 1950 році. Активний учасник української громади де долучався до написання історії Холмщини. 
Помер сотник Юрій Лукащук 20 листопада 1966 року, після важкої хвороби. Похований на українському цвинтарі святого Андрія у Саут-Баунд-Брук, Нью-Джерсі, США.